# Gotta Get Away
«Gotta Get Away» es una canción de The Offspring, lanzada como el tercer y último sencillo de su álbum Smash, en 1994. La canción tuvo un éxito moderado en varios países, alcanzando el puesto número 6 en las listas de Modern Rock de Billboard. "Gotta Get Away" está basada en otra canción anterior, llamada "Cogs", que fue escrita mientras la banda aún se llamaba "Manic Subsidal". Las letras se refieren a la presión a la que el vocalista Dexter Holland fue sometido para terminar el álbum a tiempo.
La canción tenía dos portadas individuales. La primera, la portada del CD, representa a un esqueleto con el mismo estilo que los anteriores sencillos de Smash ("Come Out And Play" y "Self Esteem"). La segunda, la cubierta del vinilo de 7", muestra al actor del videoclip al frente del coliseo, con los ojos cubiertos por el título de la canción.
"Gotta Get Away" también aparece como la cuarta canción en Greatest Hits, lanzado en el 2005.

## Listado de canciones

### CD
| N.º                   | Título              | Duración |  |
| 1.                    | «Gotta Get Away»    | 3:56     |  |
| 2.                    | «We Are One»        | 4:00     |  |
| 3.                    | «Forever and a Day» | 2:37     |  |
| Duración total: 10:33 |                     |          |  |

### Vinilo
| N.º                  | Título            | Duración |  |
| 1.                   | «Gotta Get Away»  | 3:56     |  |
| 2.                   | «Smash» (En vivo) | 3:01     |  |
| Duración total: 6:57 |                   |          |  |

## Videoclip
El vídeo comienza con un chico entrando en un coliseo donde un pogo estalla mientras la banda toca. La mayoría del vídeo esta en blanco y negro. El vídeo termina con el mismo chico tirado solo en el piso. El videoclip de la canción fue dirigido por Samuel Bayer y filmado en el coliseo "Fairgrounds" en Salt Lake City, Utah, el 17 de diciembre de 1994.

### Apariciones en DVD
El video musical también aparece en el DVD llamado "Complete Music Video Collection", que fue lanzado en 2005.

## Posiciones en las listas
| Listas (1994-1995)                       | Posición |
| ---------------------------------------- | -------- |
| EE. UU. Billboard Modern Rock Tracks     | N.º 6    |
| EE. UU. Billboard Mainstream Rock Tracks | N.º 15   |
| Australian Singles Chart                 | N.º 53   |
| Austrian Singles Chart                   | N.º 36   |
| Belgian (Flandes) Singles Chart          | N.º 28   |
| Belgian (Valonia) Singles Chart          | N.º 18   |
| Canadian RPM Singles Chart               | N.º 32   |
| Dutch Singles Chart                      | N.º 33   |
| Norwegian Singles Chart                  | N.º 18   |
| Swedish Singles Chart                    | N.º 26   |
| UK Singles Chart                         | N.º 43   |

## Créditos
- Dexter Holland - Vocalista, guitarrista,
- Noodles - Guitarra, coros
- Greg K. - Bajo, coros
- Ron Welty - Batería